# International Sixdays Enduro
International Sixdays Enduro, ISDE eller sexdagars är lag-VM i motorcykelsporten enduro.
Varje år sedan 1913 (med undantag för världskrigen), normalt i september eller oktober, arrangeras Six Days Enduro. Fram till 1980 hette tävlingen International Six Days Trial. Arrangörsland bestäms av FIM (Fédération Internationale de Motocyclisme). I Sverige tillser SVEMO uttagningen av Landslag (sport) till lag-VM. Landslagen består av World Trophy (WT), Junior World Trophylag (JWT) och Women's World Trophy (WWT). SVEMOdistrikten kan sedan nominera förare till 1-4 klubblag, Club Team Award (CTA), med 3 förare i varje lag.

## ISDE:s historia
International Six Days Enduro är den äldsta motorcykelsport som årligen samlar världseliten i motorsporten enduro. Tävlingen arrangeras med  FIM som huvudansvarig.
ISDE genomfördes första gången 1913 i Carlisle i England. ISDE har genomförts årligen sedan start förutom under förstavärldskriget och andra världskriget. Tävlingsplatsen har varierats över hela världen.
Förare och motorcyklar har alltid utsatts för stora påfrestningar. Förarens uthållighet, skicklighet och motorcykelns hållbarhet var avgörande för framgång. Med motorcykelns utveckling som inledningsvis klarade dåtidens vägar ökades utmaningarna med väglös terräng som underlag.

## Förändringar 1913-2009
- Fram till 1973 var tävlingen arrangerad i Europa. 1973 var första gången som en ny kontinent stod som arrangör, USA. Sedan dess har tävlingen arrangerats utanför Europa mer regelbundet. Två gånger i Australien (1992 och 1998), USA (1994), Brasilien (2003), Nya Zeeland (2006) och Chile (2007). 2010 kommer tävlingen att avgöras i Mexiko.
- Fram till 1980 kallades tävlingen International Six Day Trial, därefter VM i Enduro, ISDE, International Six Day Enduro.
- 1985 ändrades namnet på junior klassen från "Silver Vase" (Silvervasen) till Junior World Trophy. Med traditioner från 1913 benämner många fortfarande herrjuniorernas landslag med "Vaslaget"
- Fram till 2007 har kvinnor deltagit i klubblag ( CTA) med 3 förare. Intresset för att köra i egen klass framfördes 2005 från Sverige och Frankrike. FIM (organisation) beslutade att öppna upp för en egen inofficiell klass 2006 med enbart kvinnor och eget lagpris, Women's Cup. 2007 i Chile, La Serena tävlade för första gången flera kvinnliga  landslag med egen VM-Staus,  Women's World Trophy (WWT).

## Tävlingens karaktär
Totallängd på tävlingen är ca 140 mil fördelat på sex dagar. Den sjätte dagen är något kortare körtid men innehåller också ett avslutande Motocrossheat. Varje tävlingsdag består av cirka 7 timmars motorcykelåkning med körning inkluderande ca 6 specialprov som antingen kan vara enduroprov eller crossprov. Tävlingen avgörs på dessa prov med tidtagning som sammanräknas för lagen varje dag. Vinnande lag har kortast körtid efter sex genomförda tävlingsdagar.

## Antal, ålder och maskinklass
| Lag                                                               | Antal förare i laget | Ålder       | Maskinklasser |
| ----------------------------------------------------------------- | -------------------- | ----------- | ------------- |
| WT (FIM World Trophy)                                             | 6                    | Ålder 18>   | E1-E3         |
| JWT (FIM Junior World Trophy) (Vaslaget)                          | 4                    | Ålder 18-23 | E1-E3         |
| WWT (FIM Women's World Trophy) (SWET - Swedish Women Enduro Team) | 3                    | Ålder 18>   | E1-E3         |
| CTA (Club Team Awarde)                                            | 3                    | Ålder 16>   | E1-E3         |

## Maskinklasser
Förare kan delta i tre olika maskinklasser, E1, E2 eller E3. Avgörande för maskinklasstillhörighet är motorns slagvolym (cm³) och motortyp. I dagsläget är det Tvåtaktsmotor eller Fyrtaktsmotor. Båda motortyperna drivs av bensin.
| Klass         | Mc med Tvåtaktsmotor (2-Takt) | Mc med Fyrtaktsmotor (4-Takt) |
| ------------- | ----------------------------- | ----------------------------- |
| Enduro 1 (E1) | 100 – 125 cm³                 | 175 – 250 cm³                 |
| Enduro 2 (E2) | 175 – 250 cm³                 | 290 – 450 cm³                 |
| Enduro 3 (E3) | 290 – 500 cm³                 | 475 – 650 cm³                 |

## Lag Guld 1913–1984
| Ordning | År   | Plats                                    | World Trophy (WT)                                                                                                 | "Silver Vasen" Junior-VM                                                           | Klubblag (CTA) |
| ------- | ---- | ---------------------------------------- | --- | ---------------------------------------------------------------------------------- | -------------- |
| 1.      | 1913 | Carlisle, Storbritannien                 | Storbritannien W. B. Gibb W. B. Little Charlie Collier                                                            | -                                                                                  | -              |
| -       | -    | Inställt därefter Världskrig I 1914-1919 | Inställt därefter Världskrig I 1914-1919                                                                          | -                                                                                  |                |
| 2.      | 1920 | Grenoble, Frankrike                      | Schweiz J. Morand A. Robert E. Gex                                                                                | -                                                                                  | -              |
| 3.      | 1921 | Grenoble, Schweiz                        | Schweiz J. Morand A. Rothenbach E. Gex                                                                            | -                                                                                  | -              |
| 4.      | 1922 | Grenoble, Schweiz                        | Schweiz J. Morand A. Robert E. Gex                                                                                | -                                                                                  | -              |
| 5.      | 1923 | Stockholm, Sverige                       | Sverige Gustaf Göthe Yngve Eriksson Bernhard Malmberg J A Bylund                                                  | -                                                                                  | -              |
| 6.      | 1924 | Chaudfontaine, Belgien                   | Storbritannien G. S. Arter C. Wilson F. W. Giles                                                                  | Norge C. Vaumund O. Graff J. Juberget                                              | -              |
| 7.      | 1925 | Southampton, Storbritannien              | Storbritannien B. Kershaw G. S. Arter F. W. Giles                                                                 | Storbritannien                                                                     | -              |
| 8.      | 1926 | Buxton, Storbritannien                   | Storbritannien Graham Walker J. Lidstone P. Pike                                                                  | Storbritannien                                                                     | -              |
| 9.      | 1927 | Ambleside, Storbritannien                | Storbritannien L. Crisp Graham Walker F. W. Giles                                                                 | Storbritannien Marjorie Cottle Edyth Foley Louise MacLean                          | -              |
| 10.     | 1928 | Harrogate, Storbritannien                | Storbritannien V. C. King F. W. Neill H. G. Uzzell                                                                | Storbritannien L. Crisp Graham Walker F. W. Giles                                  | -              |
| 11.     | 1929 | München, Tyskland - Grenoble, Schweiz    | Storbritannien G. R. Butcher George Rowley F. W. Neill                                                            | Storbritannien L. A. Welch A. R. Edwards H. S. Perrey                              | -              |
| 12.     | 1930 | Grenoble, Frankrike                      | Italien Rosolino Grana Luigi Gilera Miro Maffeis                                                                  | Frankrike A. Sourdot R. Debaissieux N. Coulon                                      | -              |
| 13.     | 1931 | Meran, Italien                           | Italien Rosolino Grana Luigi Gilera Miro Maffeis                                                                  | Nederländerna D. H. Eysink G. Bakker-Schut A.P. van Hammersveld                    | -              |
| 14.     | 1932 | Meran, Italien                           | Storbritannien Albert E. Perrigo George Rowley N. P. O. Bradley                                                   | Storbritannien Graham Walker Jack Williams R. McGregor                             | -              |
| 15.     | 1933 | Llandrindod Wells, Wales                 | Tyskland Ernst Jakob Henne Josef Stelzer Josef Mauermayer Wiggerl Kraus                                           | Storbritannien Vic Brittain Jack Williams G. F. Povey                              | -              |
| 16.     | 1934 | Garmisch-Partenkirchen, Tyskland         | Tyskland Ernst Jakob Henne Josef Stelzer Josef Mauermayer Wiggerl Kraus                                           | Storbritannien F.E. Thacker R. McGregor L. Heath                                   | -              |
| 17.     | 1935 | Oberstdorf, Tyskland                     | Tyskland Ernst Jakob Henne Josef Stelzer Wiggerl Kraus J. Müller                                                  | Tyskland Arthur Geiss Walfried Winkler Ewald Kluge                                 | -              |
| 18.     | 1936 | Freudenstadt, Tyskland                   | Storbritannien Vic Brittain George Rowley W.S. Waycott E. Belsten                                                 | Storbritannien R. McGregor J.A. McLeslie J.C. Edward                               | -              |
| 19.     | 1937 | Llandrindod Wells, Wales                 | Storbritannien Vic Brittain George Rowley W.S. Waycott                                                            | Nederländerna A.P. van Hammersveld G. Bakker-Schut J. Moejes                       | -              |
| 20.     | 1938 | Llandrindod Wells, Wales                 | Storbritannien George Rowley Jack Williams Vic Brittain W.S. Waycott                                              | Tyskland Georg Meier Rudolf Seltsam Josef Forstner                                 | -              |
| 21.     | 1939 | Salzburg, Tyskland                       | Inställt därefter Världskrig II 1940-1946                                                                         | Inställt därefter Världskrig II 1940-1946                                          | -              |
| 22.     | 1947 | Zlín, Tjeckoslovakien                    | Tjeckoslovakien Jaroslav Simandl Richard Dusil Václav Stanislav Jan Bednár Karl Hansl                             | Tjeckoslovakien Cenek Kohlícek Emanuel Marha Josef Paštika                         | -              |
| 23.     | 1948 | San Remo, Italien                        | Storbritannien A. Jefferies B.H.M. Viney J. Williams C.N. Rogers Vic Brittain                                     | Storbritannien P.H. Alves C. M. Ray W.J. Stocker                                   | -              |
| 24.     | 1949 | Llandrindod Wells, Wales                 | Storbritannien P.H. Alves C.M. Ray C.N. Rogers Frederick Maurice Rist B.H.M. Viney                                | Tjeckoslovakien Emanuel Marha František Bláha J. Krcmar                            | -              |
| 25.     | 1950 | Llandrindod Wells, Wales                 | Storbritannien Frederick Maurice Rist B.H.M. Viney P.H. Alves W.J. Stocker C.M. Ray                               | Storbritannien D.S. Evans E. Usher A.F. Gaymer                                     | -              |
| 26.     | 1951 | Varese, Italien                          | Storbritannien Frederick Maurice Rist B.H.M. Viney P.H. Alves W.J. Stocker C.M. Ray                               | Nederländerna P. Haaker C. van Rijssel H. Veer                                     | -              |
| 27.     | 1952 | Bad Aussee, Österrike                    | Tjeckoslovakien Cenek Kohlícek Jaroslav Pudil Richard Dusil Jirí Kubeš Jan Novotný                                | Tjeckoslovakien František Bláha Vojtech Kolár Bohumil Kabát                        | -              |
| 28.     | 1953 | Gottwaldov, Tjeckoslovakien              | Storbritannien John V. Brittain W.J. Stocker S.B. Manns P.H. Alves B.H.M. Viney                                   | Tjeckoslovakien František Bláha Vojtech Kolár Bohumil Kabát                        | -              |
| 29.     | 1954 | Llandrindod Wells, Wales                 | Tjeckoslovakien Bohuslav Roucka Jaroslav Pudil Saša Klimt Jirí Kubeš Vladimír Šedina                              | Nederländerna S. Schram B.L. Jansema M. den Haan                                   | -              |
| 30.     | 1955 | Gottwaldov, Tjeckoslovakien              | Tyskland Johann Abt Otto Brack Udo Feser Ernst Deike Volker von Zitzewitz                                         | Tjeckoslovakien Stanislav Štástka Zdenek Polanka Miloslav Soucek                   | -              |
| 31.     | 1956 | Garmisch-Partenkirchen, Västtyskland     | Tjeckoslovakien Miloslav Soucek Jaroslav Pudil Bohuslav Roucka Zdenek Polánka Vladimír Šedina Saša Klimt          | Nederländerna J.S. van Hoek B.L. Jansema J. Th. Witberg Fritz R. Selling           | -              |
| 32.     | 1957 | Špindleruv Mlýn, Tjeckoslovakien         | Tyskland Lorenz Specht Richard Heßler Gernot Leistner Walter Aukthun Klaus Kämper Volker von Zitzewitz            | Tjeckoslovakien Vladimir Stepen Oldrich Hamrsmid Antonin Matejka Karel Buchnar     | -              |
| 33.     | 1958 | Garmisch-Partenkirchen, Österrike        | Tjeckoslovakien Vladimír Šedina Saša Klimt Antonín Matejka Zdenek Polánka Jaroslav Pudil Bohuslav Roucka          | Tjeckoslovakien Stanislav Štástka František Darebný Alois Roucka Arnošt Zemen      | -              |
| 34.     | 1959 | Gottwaldov, Tjeckoslovakien              | Tjeckoslovakien Vladimír Šedina Saša Klimt Antonín Matejka Zdenek Polánka Jaroslav Pudil Bohuslav Roucka          | Tjeckoslovakien                                                                    | -              |
| 35.     | 1960 | Bad Aussee, Österrike                    | Österrike Information!                                                                                            | Italien Luigi Gorini Tulio Masserini Eugenio Saini Fausto Vergani                  | -              |
| 36.     | 1961 | Llandrindod Wells, Wales                 | Tyskland Günter Dotterweich Richard Heßler Lorenz Müller Sebastian Nachtmann Erwin Schmider Lorenz Specht         | Tjeckoslovakien František Bouška Oldrich Hamrsmid Vladimír Štepán                  | -              |
| 37      | 1962 | Garmisch-Partenkirchen, Österrike        | Tjeckoslovakien František Bouška František Hóffer Drahoslav Miarka Zdenek Polánka Bohuslav Roucka Vladimír Štepán | Tyskland Horst Rothermund Heinz Klingenschmidt Volker Kramer Günter Sengfelder     | -              |
| 38.     | 1963 | Špindleruv Mlýn, Tjeckoslovakien         | Östtyskland Günter Baumann Peter Uhlig Hans Weber Horst Lohr Bernd Uhlmann Werner Salevsky                        | Italien Luigi Gorini Carlo Moscheni Giuseppe Panarari Nino Tagli                   | -              |
| 39.     | 1964 | Erfurt, Östtyskland                      | Östtyskland Günter Baumann Peter Uhlig Hans Weber Horst Lohr Bernd Uhlmann Werner Salevsky                        | Östtyskland Gottfried Pohlan Siegfried Rauhut Lothar Schünemann Ewald Schneidewind | -              |
| 40.     | 1965 | Isle of Man                              | Östtyskland Peter Uhlig Hans Weber Horst Lohr Bernd Uhlmann Werner Salevsky Karlheinz Wagner                      | Östtyskland Günter Baumann Klaus Teuchert Horst Golz Werner Stiegler               | -              |
| 41.     | 1966 | Villingsberg, Sverige                    | Östtyskland Peter Uhlig Hans Weber Horst Lohr Werner Salevsky Karlheinz Wagner Klaus Teuchert                     | Tyskland Norbert Gabler Klaus Kämper Dieter Kramer Erwin Schmider                  | -              |
| 42.     | 1967 | Zakopane, Polen                          | Östtyskland Peter Uhlig Hans Weber Werner Salevsky Karlheinz Wagner Klaus Teuchert Klaus Halser                   | Tjeckoslovakien A. Zemen D. Miarka M. Vytlacil J. Jasansky                         | -              |
| 43.     | 1968 | San Pellegrino Terme, Italien            | Tyskland Andreas Brandl Heinz Brinkmann Siegfried Gienger Dieter Kramer Volker Kramer Lorenz Specht               | Italien Demetrio Bonini Arnaldo Farioli Francesco Foresti Giuseppe Signorelli      | -              |
| 44.     | 1969 | Garmisch-Partenkirchen, Västtyskland     | Östtyskland Peter Uhlig Werner Salevsky Karlheinz Wagner Klaus Teuchert Klaus Halser Fred Williamowski            | Tyskland Helmut Beranek Norbert Gabler Hans Trinkner Rolf Witthöft                 | -              |
| 45.     | 1970 | El Escorial, Spanien                     | Tjeckoslovakien Josef Fojtík Jaroslav Bríza Kvetoslav Mašita Zdenek Cešpiva František Mrázek Petr Cemus           | Tjeckoslovakien                                                                    | -              |
| 46.     | 1971 | Illa de Man                              | Tjeckoslovakien František Mrázek Kvetoslav Mašita Jaroslav Bríza Petr Cemus Zdenek Cešpiva Josef Fojtík           | Tjeckoslovakien Petrman                                                            | -              |
| 47.     | 1972 | Špindleruv Mlýn, Tjeckoslovakien         | Tjeckoslovakien Jaroslav Bríza Petr Cemus Zdenek Cešpiva Josef Císar František Mrázek Josef Fojtík                | Tjeckoslovakien                                                                    | -              |
| 48.     | 1973 | Dalton, USA                              | Tjeckoslovakien Josef Fojtík Zdenek Cešpiva Josef Císar Kvetoslav Mašita František Mrázek Petr Cemus              | USA Dick Burleson Malcolm Smith Ed Schmidt Ron Bohn                                | -              |
| 49.     | 1974 | Camerino, Italien                        | Tjeckoslovakien Josef Fojtík Zdenek Cešpiva Josef Císar Kvetoslav Mašita Jirí Stodulka Petr Cemus                 | Tjeckoslovakien Josef Rabas Pavel Cihelka Milan Jedlicka Jaroslav Bríza            | -              |
| 50.     | 1975 | Isle of Man                              | Tyskland Josef Wolfgruber Peter Neumann Eberhard Weber Jürgen Grisse Rolf Witthöft Eddy Hau                       | Italien Gualtiero Brissoni Pietro Gagni Attilio Petrogalli Pierluigi Rottigni      | -              |
| 51.     | 1976 | Zeltweg, Österrike                       | Tyskland Josef Wolfgruber Peter Neumann Eberhard Weber Jürgen Grisse Rolf Witthöft Eddy Hau                       | Tjeckoslovakien                                                                    | -              |
| 52.     | 1977 | Považská Bystrica, Tjeckoslovakien       | Tjeckoslovakien František Mrázek Otakar Toman Kvetoslav Mašita Jirí Stodulka Stanislav Zloch Jozef Císar          | Tjeckoslovakien Pavel Cihelka Milan Jedlicka Jiri Pošík                            | -              |
| 53.     | 1978 | Värnamo, Sverige                         | Tjeckoslovakien František Mrázek Jozef Chovancík Kvetoslav Mašita Jiri Pošík Stanislav Zloch Jirí Stodulka        | Italien Luigi Medardo Gino Perego Osvaldo Scaburri Giuseppe Signorelli             | -              |
| 54.     | 1979 | Neunkirchen, Österrike                   | Italien Elia Andrioletti Franco Gualdi Gualtiero Brissoni Augusto Taiocchi Guglielmo Andreini Gianangelo Croci    | Tjeckoslovakien                                                                    | -              |
| 55.     | 1980 | Brioude, Frankrike                       | Italien Guglielmo Andreini Elia Andrioletti Gualtiero Brissoni Gianangelo Croci Andrea Marinoni Augusto Taiocchi  | Tyskland Arnulf Teuchert Bert von Zitzewitz Reinhard Christel Rolf Witthöft        | -              |
| 56.     | 1981 | Elba, Italien                            | Italien Gualtiero Brissoni Alessandro Gritti Luigi Medardo Gianangelo Croci Franco Gualdi Augusto Taiocchi        | Italien Cesare Bernardi Gianpiero Findanno Andrea Marinoni Angelo Signorelli       | -              |
| 57.     | 1982 | Považská Bystrica, Tjeckoslovakien       | Tjeckoslovakien Jiri Císar Zdenek Belský Emil Cunderlík Vladimír Janouš Jozef Chovancík Stanislav Zloch           | Östtyskland Horst Geißenhöner Steffen Mauersberger Reinhard Klädtke Uwe Weber      | -              |
| 58.     | 1983 | Builth Wells, Wales                      | Sverige Peter Hansson Torbjörn Jansson Per Grönberg Svenerik Jönsson Bosse Lindbom Thomas Gustavsson              | Sverige Jacobsson Karlsson Andersson Zell                                          | -              |
| 59.     | 1984 | Assen, Nederländerna                     | Nederländerna Dinand Zijlstra Henk van Mierlo Martin Schalkwijk Henk Poorte Simon Schram Gerrit Wolsink           | Östtyskland Reinhard Klädtke Jens Thalmann Bernd Lämmel Andreas Cyffka             |                |

## Lag Guld 1985–1999
| Ordning | År   | Plats                              | World Trophy (WT)                                                                                           | Junior Trophy (JWT) Silver Vasen                                              | Club Team Award (CTA |
| ------- | ---- | ---------------------------------- | --- | ----------------------------------------------------------------------------- | -------------------- |
| 60.     | 1985 | La Molina, Spanien                 | Sverige Peter Hansson Per Grönberg Dick Wicksell Svenerik Jönsson Hålan Lundberg Thomas Gustavsson          | Östtyskland Andreas Cyffka Mike Heydenreich Jens Grüner Udo Grellmann         |                      |
| 61.     | 1986 | San Pellegrino Terme, Italien      | Italien Angelo Signorelli Renato Pegurri Tullio Pellegrinelli Gianangelo Croci Gugliemo Andreini Edi Orioli | Italien Paolo Fellegara Giorgio Grasso Stefano Passeri Enrico Zuffa           |                      |
| 62.     | 1987 | Jelenia Góra, Polen                | Östtyskland Jens Thalmann Reinhard Klädtke Uwe Weber Harald Sturm Jens Scheffler Jens Grüner                | Östtyskland Mike Heydenreich Udo Grellmann Thomas Bieberbach Danielo Pörschke |                      |
| 63.     | 1988 | Mende, Frankrike                   | Frankrike Thierry Charbonnier Stéphane Peterhansel Gilles Lalay Jean Paul Charles Alan Olivier Marc Morales | Italien Luca Trussardi Massimo Migliorati Enrico Zuffa Davide Trolli          |                      |
| 64.     | 1989 | Walldürn, Tyskalnd                 | Italien Gianmarco Rossi Stefano Passeri Angelo Signorelli Luca Trussardi Paolo Fellagara Franco Gualdi      | Finland Kari Tiainen Juha-Pekka Leino Jarkko Vainio Jouni Sauren              |                      |
| 65.     | 1990 | Västerås, Sverige                  | Sverige Jeff Nilsson Dick Wicksell Kent Karlsson Svenerik Jönsson Peter Hansson Jimmie Eriksson             | Sverige Robert Grönlund Robert Svensson Peter Karlsson Peter Lundfeldt        |                      |
| 66.     | 1991 | Považská Bystrica, Tjeckoslovakien | Sverige Jeff Nilsson Joachim Hedendahl Svenerik Jönsson Dick Wicksell Kent Karlsson Bill Andersson          | USA Steve Hatch Jimmy Lewis David Rhodes Chris Smith                          |                      |
| 67.     | 1992 | Cessnock, Australien               | Italien Paolo Fellegara Fabio Farioli Stefano Passeri Mario Rinaldi Giovanni Sala Arnaldo Nicoli            | Sverige Anders Eriksson Robert Grönlund Peter Karlsson Peter Jansson          |                      |
| 68.     | 1993 | Assen, Nederländerna               | Polen Marek Darowski Maciej Wrobel Viktor Iwanski Wojciech Rencz Andrzej Tomizek Ryszard Augustyn           | Nederländerna Peter Lenselink Patrick Isfordink Erik Davids Hans Arends       |                      |
| 69.     | 1994 | Tulsa, USA                         | Italien Maurizio Carminati Tullio Pellegrinelli Mario Rinaldi Fabio Farioli Arnold Nicoli Giovanni Sala     | Sverige Rickard Larsson Björn Carlsson Linus Borman Morgan Jansson            |                      |
| 70.     | 1995 | Jelenia Góra, Polen                | Italien Gianmarco Rossi Paolo Fellegara Giorgio Grasso Giuseppe Gallino Tullio Pellegrinelli Arnaldo Nicoli | Australien Shawn Reed Shane Watts Ian Cunningham Jamie Cunningham             |                      |
| 71.     | 1996 | Tavastehus, Finland                | Finland Kari Tiainen Jani Laaksonen Pekka Viljakainen Petteri Silván Mika Ahola Vesa Kytönen                | Finland Tuomas Ahonen Juha Salminen Juha Laaksonen Mika Marila                |                      |
| 72.     | 1997 | Brescia, Italien                   | Italien Fausto Scovolo Stefano Passeri Giovanni Sala Jarno Boano Mario Rinaldi Fabio Farioli                | Italien Pablo Peli Ivan Boano Alessio Paoli Giovanni Genini                   |                      |
| 73.     | 1998 | Traralgon, Australien              | Finland Juha Salminen Jani Laaksonen Mika Ahola Petteri Silván Vesa Kytönen Kari Tiainen                    | Spanien Xavier Pons Miki Arpa Marc Coma Gérard Farres                         |                      |
| 74.     | 1999 | Coimbra, Portugal                  | Finland Samuli Aro Mika Ahola Jani Laaksonen Vesa Kytönen Kari Tiainen Petri Pohjamo                        | Spanien Arnau Vilanova Xacob Agra Gérard Farres Miki Arpa                     |                      |

## Lag Guld 2000–2010
| Ordning | År   | Plats                         | World Trophy (WT)                                                                                                 | Junior World Trophy (JWT)                                                    | Women's World Trophy (WWT)                              | Club Team Award (CTA) |
| ------- | ---- | ----------------------------- | --- | ---------------------------------------------------------------------------- | ------------------------------------------------------- | --------------------- |
| 75.     | 2000 | Granada, Spanien              | Italien Fausto Scovolo Mario Rinaldi Matteo Rubin Arnaldo Nicoli Giovanni Sala Fabio Farioli                      | Spanien Xavier Pons Gérard Farrés Xacob Agra Jordi Duran                     |                                                         |                       |
| 76.     | 2001 | Brive la Gaillarde, Frankrike | Frankrike Marc Germain Olivier Rebufie Eric Bernard David Fretigne Sébastien Guillaume Cyril Esquirol             | Italien Simone Albergoni Ivan Boano Paolo Carrara Giovanni Gritti            |                                                         |                       |
| 77.     | 2002 | Jablonec nad Nisou, Tjeckien  | Finland Mika Ahola Juha Salminen Petteri Silván Samuli Aro Jani Laaksonen Petri Pohjamo                           | Frankrike Julien Dubac Raphael André Damien Miquel Fabien Planet             |                                                         |                       |
| 78.     | 2003 | Fortaleza, Brasilien          | Finland Juha Salminen Mika Saarenkoski Mika Ahola Samuli Aro Jani Laaksonen Kari Tiainen                          | Frankrike Damien Miquel Freddy Blanc Herve Versace Fabien Planet             |                                                         |                       |
| 79.     | 2004 | Kielce, Polen                 | Finland Petteri Silván Juha Salminen Mika Saarenkoski Samuli Aro Jani Laaksonen Mika Ahola                        | Finland Valtteri Salonen Jari Mattila Tomi Peltola Marko Tarkkala            |                                                         |                       |
| 80.     | 2005 | Považská Bystrica, Slovakien  | Italien Alessandro Botturi Alessandro Belometti Simone Albergoni Alessandro Zanni Alessio Paoli Giuliano Falgari  | Italien Andrea Beconi Maurizio Micheluz Paolo Bernardi Manuel Pievani        |                                                         |                       |
| 81.     | 2006 | Taupo, Nya Zeeland            | Finland Juha Salminen Samuli Aro Mika Ahola Marko Tarkkala Petri Pohjamo Jari Mattila                             | USA Kurt Caselli Ricky Dietrick Russell Bobbitt David Pearson                |                                                         |                       |
| 82.     | 2007 | La Serena, Chile              | Italien Alessandro Belometti Alex Salvini Alessandro Botturi Maurizio Micheluz Fabrizio Dini Andrea Belotti       | Spanien Cristóbal Guerrero Oriol Mena Lorenzo Santolino Carlos Andreu        | USA Nicole Bradford Amanda Mastin Lacy Jones            |                       |
| 83.     | 2008 | Serres, Grekland              | Frankrike Julien Gauthier Jordan Curvalle Rodrig Thain Christophe Nambotin Sebastien Guillaume Nicolas Deparrois  | Italien Thomas Oldrati Oscar Balleti Mirko Gritti Vanni Cominotto            | Frankrike Ludivine Puy Audrey Rossat Alice Geneste      |                       |
| 84.     | 2009 | Figueira da Foz, Portugal     | Frankrike Julien Gauthier Marc Germain Marc Bourgeois Rodrig Thain Christophe Nambotin Antoine Méo                | Spanien Victor Guerrero Oriol Mena Lorenzo Santolino Mario Roman             | Frankrike Ludivine Puy Audrey Rossat Stéphanie Bouisson |                       |
| 85.     | 2010 | Morelia, Mexiko               | Frankrike Johnny Aubert Nicolas Deparrois Seb Guillaume Rodrig Thain Antoine Meo Rodrig Thain Christophe Nambotin | Spanien Victor Guerrero Mario Roman Lorenzo Santolino Oriol Mena Mario Roman | Frankrike Ludivine Puy Audrey Rossat Blandine Dufrene   |                       |

## Källa länkar
- SVEMO Hemsida
- FIM Hemsida